# マイケル・オルンガ
マイケル・オルンガ（Michael Olunga, 1994年3月26日 - ）は、ケニア・ナイロビ出身のサッカー選手。カタール・スターズリーグ・アル・アラビ・ドーハ所属。ケニア代表。ポジションはフォワード。元ハンドボールU-17ケニア代表。
日本での登録名はオルンガ。Jリーグの1試合最多得点記録保持者（8得点）。2020年Jリーグ得点王（28得点）、最優秀選手賞受賞（アフリカ人史上初）。2021年ACL得点王（9得点）。カタールリーグ2年連続得点王（2021-22、2022-23）。

## クラブ経歴
サッカーと並行してハンドボールもやっていた。
アッパー・ヒル・スクール在学中にナイロビ・カウンティ・リーグに参戦するリバティ・スポーツ・アカデミーで選手となった。2012シーズンに32得点を決めて無敗でナイロビ州リーグへの昇格を決めた。1試合で7得点を決めて8-0の勝利の立役者となった事もあって、フランスでのトライアルに参加すると報じられたが、2012年12月19日にケニアン・プレミアリーグのタスカーFCに1年契約のレンタル移籍で加入した。
2013シーズンを3得点で終え、2014シーズンはティーカ・ユナイテッドFCにレンタル移籍。2015シーズンはゴール・マヒアFCにレンタル移籍した。このシーズンは19得点を獲りリーグ得点王に輝いた他、クラブも無敗で15回目のリーグ制覇を成し遂げ、最終節まで得点を重ねて大きく貢献した。

### ユールゴーデン
トライアルを経て2016年2月17日に4年契約でアルスヴェンスカンのユールゴーデンIFに移籍。8月8日に行われたIFKヨーテボリ戦でスウェーデンでの初得点を記録した他、2得点目も獲得し3-1の勝利に貢献した。この試合でMoMに選出され、監督からも絶賛された。次節のIFエルフスボリ戦でも得点し2-2の引き分けに持ち込むと、27日のゲフレIF戦でも86分に決勝点を決めた。最後の12節で12得点を決めて得点王ランキング5位につけた。同年のアルスヴェンスカン年間最優秀ニューカマーにノミネートされたが、受賞はアレクサンデル・イサクだった。
2016年11月10日にケニアのサイトであるSokaは、ユールゴーデンがレアル・ベティス、スポルティング・ロケレン、クラブ・ブルッヘ、マルメFFからのオファーを断ったと報じた。2017年1月12日にはトルコからガラタサライSKがヴィッセル神戸に加入するルーカス・ポドルスキの後釜として考えていると報じられた。

### 貴州智誠
2017年1月24日に中国サッカー・スーパーリーグの貴州智誠へ移籍。しかし9月1日にリーガ・エスパニョーラのジローナFCに1年のレンタル移籍が決定した。

### ジローナ
ジローナでは2018年1月13日に行われたUDラス・パルマス戦にて後半途中出場ながら初ゴールを含めたハットトリックと初アシストを記録したが、ゴール・アシスト共にこの試合のみとなった。ジローナ在籍中には、後に名古屋グランパスでプレーすることになるレバンテUDのミッチェル・ランゲラックと対戦経験がある。

### 柏レイソル
2018年8月10日、Jリーグの柏レイソルへの完全移籍加入が発表された。背番号は26。なお、この移籍によりケニア人初のJリーガーとなった。8月19日のJ1第23節・磐田戦にて途中出場でJリーグデビュー。8月25日の第24節・長崎戦で移籍後初ゴールを記録した。同シーズンは3得点をマークしたが、チームは17位に終わりJ2リーグ降格となった。
2019年も柏に残留。7月終了時点では8得点であったが、8月10日のJ2第27節・山口戦にてJリーグでは初のハットトリックを達成するなど、8月のリーグ戦で6得点2アシストの成績を残し、月間MVPを受賞した。その後もゴールを量産し、中でも11月24日の最終節・京都戦では、前半だけで同シーズン2度目のハットトリックを達成すると、後半もゴールを量産し最終的に1試合8得点を記録。Jリーグの1試合最多得点記録保持者となった。代表活動による離脱などでリーグ戦30試合の出場にとどまった中、最終的に1位・レオナルドとは1点差の得点ランキング2位となる27得点を記録。柏のJ2優勝および1年でのJ1復帰に貢献した。
オフには移籍の可能性がケニア紙によって報道されたが、2020年も柏に残留した。7月18日の第5節・湘南戦から8月19日の第11節・神戸戦にかけてはJ1史上9人目となる7試合連続ゴールを記録し、その中の7月26日の第7節・仙台戦では、J1では初のハットトリックを達成した。8月中の試合で6試合6得点（うち前述の連続ゴール中に3得点）をマークした事が評価され、同月度の月間MVPを受賞した。最終的にチームはリーグ7位だったものの32試合の出場で2位に10点差をつける28得点を記録しJ1リーグ得点王となり、JリーグMVPにも輝いた。アフリカ人がMVPを獲得したのはJリーグ史上初の事例となった。
2020年12月27日には国際サッカー連盟 (FIFA) が公式サイト上での特集「A year to remember for five little-known hotshots」（世界的にあまり知られていない5人のストライカー）の一人にピックアップした。

### アル・ドゥハイル
シーズン終了後、カタールメディアからカタールのアル・ドゥハイルSCへの移籍が取り沙汰され、2021年1月4日のルヴァンカップ決勝への出場も危ぶまれたが、試合には出場する事が出来た。
2021年1月12日23時53分、アル・ドゥハイルからアル・サッド戦に向けたスターティングメンバーに名を連ねるという形で異例の加入発表がなされ、約1時間後の翌13日0時46分に柏側からも正式発表がされた。
2021年1月25日、国内カップのアル・アハリ戦で移籍後3試合目で初ゴールを記録した。また、同試合でハットトリックを達成した。
AFCチャンピオンズリーグ2021ではグループステージにて2位となり、2位同士の成績により敗退となるも、グループステージの6戦で9得点を挙げた後、そのまま逃げ切って自身初のACL得点王となった。
2021-22シーズンはリーグ戦にて24ゴールを挙げ、得点王に輝いた。
2022-23シーズンはリーグ戦にて22ゴールを挙げ、得点王に輝いた。
2025年5月末に昨シーズン限りでのアル・ドゥハイル退団が発表された。在籍約4年半で挙げた130ゴールはクラブの歴代最多得点記録となっている。

### アル・アラビ
2025年7月5日、カタールのアル・アラビへの加入が発表された。2027年夏までの2年契約を締結し、背番号14を着用する。

## 代表経歴
ケニア代表としては、2015年3月28日に行われたセーシェル代表との親善試合で初出場を飾った。同年6月7日に行われた南スーダン代表戦で、代表初得点を記録した。

## 人物
ケニア技術大学で地球情報学を学び、2013年に工学士を取得した。このため、ケニアのファンからは「エンジニア」の愛称で呼ばれている。
プレースタイルのモデルはロビン・ファン・ペルシと述べている。
柏レイソルでのチャント（応援歌）は『ジャンボ・ブワナ』であり、本人は自分の応援歌をとても気に入っている。FIFA公式サイトのインタビューにて自身のチャントについて「あの曲は普段ケニアに来た外国人に対するウェルカムソングとしてケニア人が歌っているもの。きっとファンがスワヒリ語の有名な曲を探して見つけたと思うんだけど、あの曲を聴いたとき本当に気に入ったんだ、何故なら自分の文化を表す曲だから。スワヒリ語で歌ってもらうとチームに対してもっと貢献しようと思えて、あのチャントは本当に好きだ」 と語っている。

## 個人成績

### クラブ
| 国内大会個人成績 | 国内大会個人成績 | 国内大会個人成績 | 国内大会個人成績   | 国内大会個人成績 | 国内大会個人成績 | 国内大会個人成績 | 国内大会個人成績 | 国内大会個人成績 | 国内大会個人成績 | 国内大会個人成績 | 国内大会個人成績 |
| 年度             | クラブ           | 背番号           | リーグ             | リーグ戦         | リーグ戦         | リーグ杯         | リーグ杯         | オープン杯       | オープン杯       | 期間通算         | 期間通算         |
| 年度             | クラブ           | 背番号           | リーグ             | 出場             | 得点             | 出場             | 得点             | 出場             | 得点             | 出場             | 得点             |
| ---------------- | ---------------- | ---------------- | ------------------ | ---------------- | ---------------- | ---------------- | ---------------- | ---------------- | ---------------- | ---------------- | ---------------- |
| 2016             | ユールゴーデン   | 17               | アルスヴェンスカン | 27               | 12               | 0                | 0                | -                | -                | 27               | 12               |
| 中国             | 中国             | 中国             | 中国               | リーグ戦         | リーグ戦         | リーグ杯         | リーグ杯         | FA杯             | FA杯             | 期間通算         | 期間通算         |
| 2017             | 貴州恒豊         | 14               | 超級               | 9                | 2                | -                | -                | 0                | 0                | 9                | 2                |
| スペイン         | スペイン         | スペイン         | スペイン           | リーグ戦         | リーグ戦         | 国王杯           | 国王杯           | オープン杯       | オープン杯       | 期間通算         | 期間通算         |
| 2017-18          | ジローナ         | 14               | プリメーラ         | 14               | 3                | 2                | 0                | -                | -                | 16               | 3                |
| 日本             | 日本             | 日本             | 日本               | リーグ戦         | リーグ戦         | リーグ杯         | リーグ杯         | 天皇杯           | 天皇杯           | 期間通算         | 期間通算         |
| 2018             | 柏               | 26               | J1                 | 10               | 3                | 0                | 0                | 0                | 0                | 10               | 3                |
| 2019             | 柏               | 26               | J2                 | 30               | 27               | 3                | 2                | 0                | 0                | 33               | 29               |
| 2020             | 柏               | 14               | J1                 | 32               | 28               | 3                | 1                | -                | -                | 35               | 29               |
| カタール         | カタール         | カタール         | カタール           | リーグ戦         | リーグ戦         | リーグ杯         | リーグ杯         | オープン杯       | オープン杯       | 期間通算         | 期間通算         |
| 2020-21          | アル・ドゥハイル | 26               | スターズ           | 9                | 6                | 2                | 0                | 3                | 5                | 14               | 11               |
| 2021-22          | アル・ドゥハイル | 14               | スターズ           | 20               | 24               | -                | -                | 4                | 2                | 24               | 26               |
| 通算             | スウェーデン     | スウェーデン     | アルスヴェンスカン | 27               | 12               | 0                | 0                | -                | -                | 27               | 12               |
| 通算             | 中国             | 中国             | 超級               | 9                | 2                | -                | -                | 0                | 0                | 9                | 2                |
| 通算             | スペイン         | スペイン         | プリメーラ         | 14               | 3                | 2                | 0                | -\|\|\|16\|\|3   | -\|\|\|16\|\|3   |                  |                  |
| 通算             | 日本             | 日本             | J1                 | 42               | 31               | 3                | 1                | 0                | 0                | 45               | 32               |
| 通算             | 日本             | 日本             | J2                 | 30               | 27               | 3                | 2                | 0                | 0                | 33               | 29               |
| 通算             | カタール         | カタール         | スターズ           | 29               | 30               | 2                | 0                | 7                | 7                | 38               | 37               |
| 総通算           | 総通算           | 総通算           | 総通算             | 151              | 105              | 10               | 3                | 7                | 7                | 246              | 115              |

- Jリーグ初出場 - 2018年8月19日 J1 第23節 ジュビロ磐田戦（ヤマハスタジアム）
- Jリーグ初得点 - 2018年8月25日 J1 第24節 V・ファーレン長崎戦（三協フロンテア柏スタジアム）
- Jリーグ初ハットトリック - 2019年8月10日 J2 第27節 レノファ山口FC戦（三協フロンテア柏スタジアム）

## 代表歴

### 試合数
- 国際Aマッチ 56試合 24得点（2015年-）[46]

| ケニア代表 | 国際Aマッチ | 国際Aマッチ |
| 年         | 出場        | 得点        |
| ---------- | ----------- | ----------- |
| 2015       | 14          | 6           |
| 2016       | 8           | 1           |
| 2017       | 5           | 5           |
| 2018       | 5           | 2           |
| 2019       | 9           | 4           |
| 2020       | 0           | 0           |
| 2021       | 7           | 3           |
| 2022       | 0           | 0           |
| 2023       | 8           | 3           |
| 2024       |             |             |
| 通算       | 56          | 24          |

### 得点
| No  | 日附           | 場所                                                | 対戦相手           | 得点 | 結果 | 大会                                          |
| --- | -------------- | --------------------------------------------------- | ------------------ | ---- | ---- | --------------------------------------------- |
| 1.  | 2015年6月7日   | キガリ・アマホロ・スタジアム                        | 南スーダン         | 2–0  | 2–0  | 親善試合                                      |
| 2.  | 2015年5月30日  | ルサカ・ナショナル・ヒーローズ・スタジアム          | ザンビア           | 1–0  | 1–2  | アフリカネイションズカップ2017予選・グループE |
| 3.  | 2015年10月7日  | ベル・ヴュー・アレル・スタッド・アンジャレ          | モーリシャス       | 5–2  | 5–2  | 2018 FIFAワールドカップ・アフリカ1次予選      |
| 4.  | 2015年11月13日 | ナイロビ・ナイロビ・シティ・スタジアム              | カーボベルデ       | 1–0  | 1–0  | 2018 FIFAワールドカップ・アフリカ1次予選      |
| 5.  | 2015年11月22日 | アディスアベバ・アディスアベバ・スタジアム          | ウガンダ           | 2–0  | 2–0  | CECAFAカップ2015                              |
| 6.  | 2015年11月25日 | アワッサ・アワッサ・ケネマ・スタジアム              | ブルンジ           | 1–1  | 1–1  | CECAFAカップ2015                              |
| 7.  | 2016年10月4日  | キンシャサ・スタッド・デ・マルティール              | コンゴ民主共和国   | 1–0  | 1–0  | 親善試合                                      |
| 8.  | 2017年3月23日  | マチャコス・ケニャッタ・スタジアム                  | ウガンダ           | 1–0  | 1–1  | 親善試合                                      |
| 9.  | 2017年3月26日  | マチャコス・ケニャッタ・スタジアム                  | コンゴ民主共和国   | 1–0  | 2–1  | 親善試合                                      |
| 10. | 2017年3月26日  | マチャコス・ケニャッタ・スタジアム                  | コンゴ民主共和国   | 2–1  | 2–1  | 親善試合                                      |
| 11. | 2017年6月10日  | フリータウン・フリータウン・ナショナル・スタジアム  | シエラレオネ       | 1–2  | 1–2  | アフリカネイションズカップ2019予選・グループF |
| 12. | 2017年10月5日  | バスラ・バスラ・スポーツシティ                      | イラク             | 1–2  | 1–2  | 親善試合                                      |
| 13. | 2018年3月27日  | マラケシュ・スタッド・ド・マラケシュ                | 中央アフリカ共和国 | 2–3  | 2–3  | 親善試合                                      |
| 14. | 2018年10月14日 | ナイロビ・モイ国際スポーツセンター                  | エチオピア         | 1–0  | 3–0  | アフリカネイションズカップ2019予選・グループF |
| 15. | 2019年6月15日  | マドリード・セントロ・デポルティーボ・サンタアナ    | コンゴ民主共和国   | 1–0  | 1–1  | 親善試合                                      |
| 16. | 2019年6月27日  | カイロ・6月30日スタジアム                           | タンザニア         | 1–1  | 3–2  | アフリカネイションズカップ2019                |
| 17. | 2019年6月27日  | カイロ・6月30日スタジアム                           | タンザニア         | 3–2  | 3–2  | アフリカネイションズカップ2019                |
| 18. | 2019年11月14日 | アレクサンドリア・ ボルグ・エル・アラブ・スタジアム | エジプト           | 1–1  | 1–1  | アフリカネイションズカップ2021予選・グループG |

## タイトル

### クラブ
タスカー
- ケニアン・スーパーカップ: 2013
- KPLトップ8カップ: 2013

ゴール・マヒア
- ケニアン・プレミアリーグ: 2015
- ケニアン・スーパーカップ: 2015
- KPLトップ8カップ: 2015

柏レイソル
- J2リーグ: 2019

アル・ドゥハイル
- アミールカップ: 2022

### 個人
- ケニアン・プレミアリーグ年間最優秀選手賞：1回（2015）
- J1リーグ・MVP：1回（2020）
- J1リーグ・ベストイレブン：1回（2020）
- J1リーグ・得点王：1回（2020）
- J1リーグ・月間MVP：1回（2020.8）
- J2リーグ・月間MVP：1回（2019.8）
- AFCチャンピオンズリーグ得点王：1回（2021）
- カタール・スターズリーグ得点王：2回（2021-22、2022-23）